# Dolina kraljev (telenovela)
Dolina kraljev (izvirno špansko Tierra de Reyes) je špansko-govoreča telenovela posneta v ZDA za produkcijsko hišo Telemundo. Dolina kraljev je zasnovana po telenoveli Las aguas mansas (1994), ljubiteljem telenovel pa je mogoče še najbolj poznana Pasión de Gavilanes, saj je najuspešnejša priredba omenjenega izvirnika. Na naših zaslonih smo videli tudi mehiško različico z naslovom Goreče maščevanje (izvirno špansko Fuego en la Sangre).

## Zgodba
Ko bratje Gallardo, Arturo, Flavio in Samuel ugotovijo, da ima njuna mlajša sestra Alma afero s starejšim moškim ju poskušajo ločiti za vsako ceno. Nesrečna Alma zanosi in na dan pogreba ljubljenega Ignacia, ki umre v čudnih okoliščinah izve, da ni bil ločen, kot mu je verjela, vendar je še vedno bil poročena z Cayetana Belmonte del Junco. Ko najdejo mrtvo Almo na bregovih reke, kjer naj bi si domnevno vzela življenje bratje Gallardo napovedo maščevanje družini Del Junco. Trije bratje bodo zapeljali hčerke Cayetane Belmonte, Sofio, Irino in Andreo. Bo za brate Gallardo bolj pomembna ljubezen v dolini kraljev ali maščevanje sestrine smrti.

## Igralci
- Aarón Díaz - Arturo Rey Gallardo León
- Ana Lorena Sánchez - Sofía Del Junco Belmonte
- Kimberly Dos Ramos - Irina Del Junco Belmonte
- Gonzalo García Vivanco - Flavio Rey Gallardo León
- Scarlet Gruber - Andrea Del Junco Belmonte
- Christian de la Campa - Samuel Rey Gallardo León
- Sonya Smith - Cayetana Belmonte Vda. de Del Junco
- Fabián Ríos - Leonardo Montalvo
- Cynthia Olavarría - Isadora Valverde
- Daniela Navarro - Patricia Rubio de Matamoros
- Guillermo Quintanilla - José Antonio Gallardo
- Adriana Lavat - Soledad Flores
- Omar Germenos - Emilio Valeverde
- Eduardo Victoria - Néstor Fernández
- Joaquín Garrido - General Felipe Belmonte
- Ricardo Chávez - Ignacio Del Junco
- Gloria Mayo - Juana Ramírez de Crespo
- José Ramón Blanch - Roger Molina
- Fabián Pizzorno - Octavio Saldívar
- Jessica Cerezo - Briggite Losada